# كاسترو (ملابس)
كاسترو (بالعبرية: קסטרו) هي شركة ملابس إسرائيلية متخصصة في أزياء الرجال والنساء. يتم تداول أهمها علناً في بورصة تل أبيب وتُقدَّر قيمتها بـ100 مليون دولار أمريكي. في عام 2013، كانت أكبر شركة أزياء في إسرائيل.
تضم السلسلة 180 متجراً، ولها مقرات في كل من إسرائيل وألمانيا وروسيا وسويسرا وتايلاند وأوكرانيا. تخضع الشركة لملكية عائلتي كاسترو وروتر، التان تمتلكان معاً 67 ٪ من أسهم الشركة، وصلت مبيعات الشركة إلى ما يقرب من 533 مليون شيكل في السنة المالية 2006.

## وصلات خارجية
- الموقع الرسمي